# سلم يعقوب

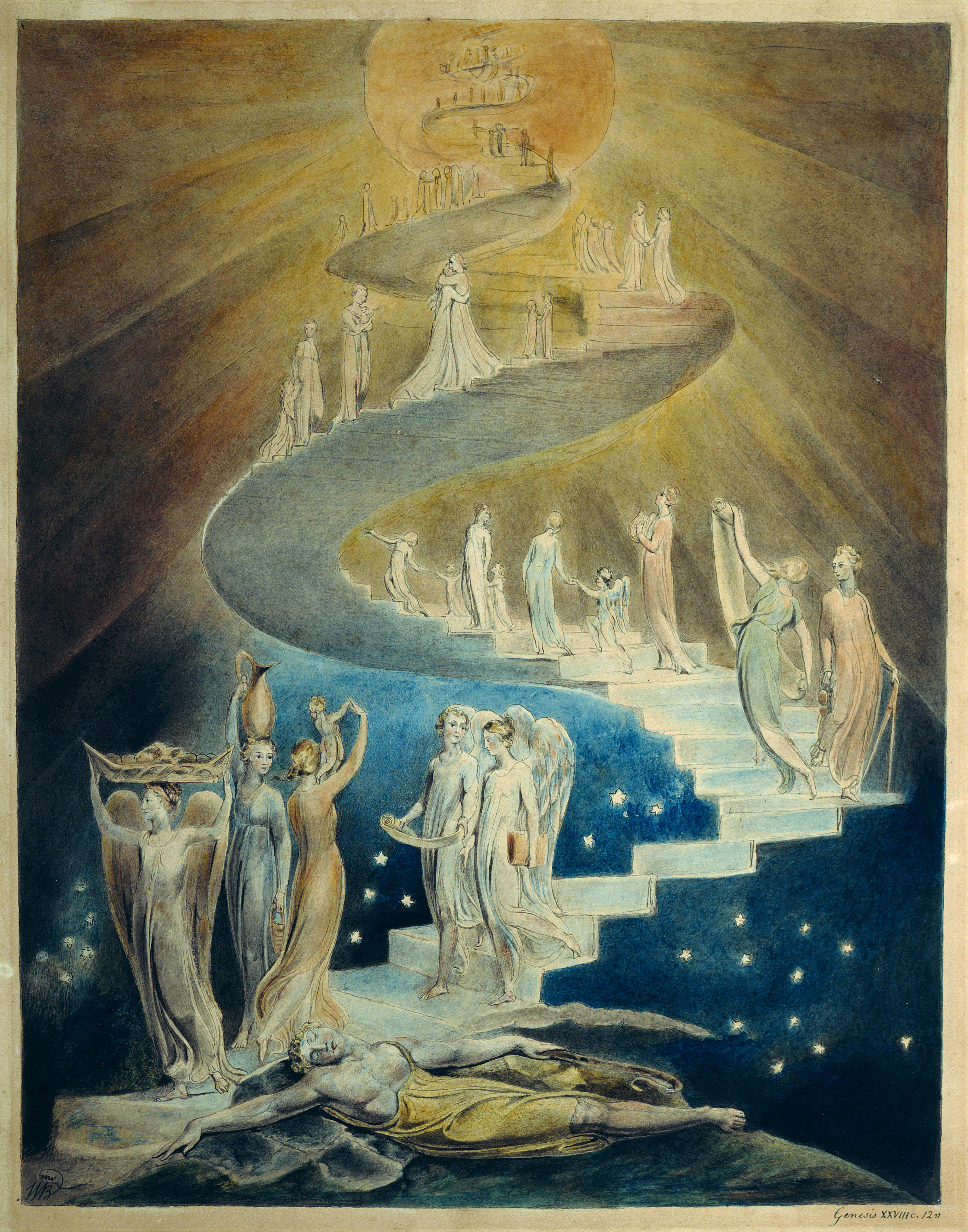

وفقا لسفر التكوين، سلم يعقوب (بالعبرية: חלום יעקב) هو سلم إلى السماء رآه يعقوب في رؤيا أثناء الهروب من أخيه عيسو.